# Todor Boschinow

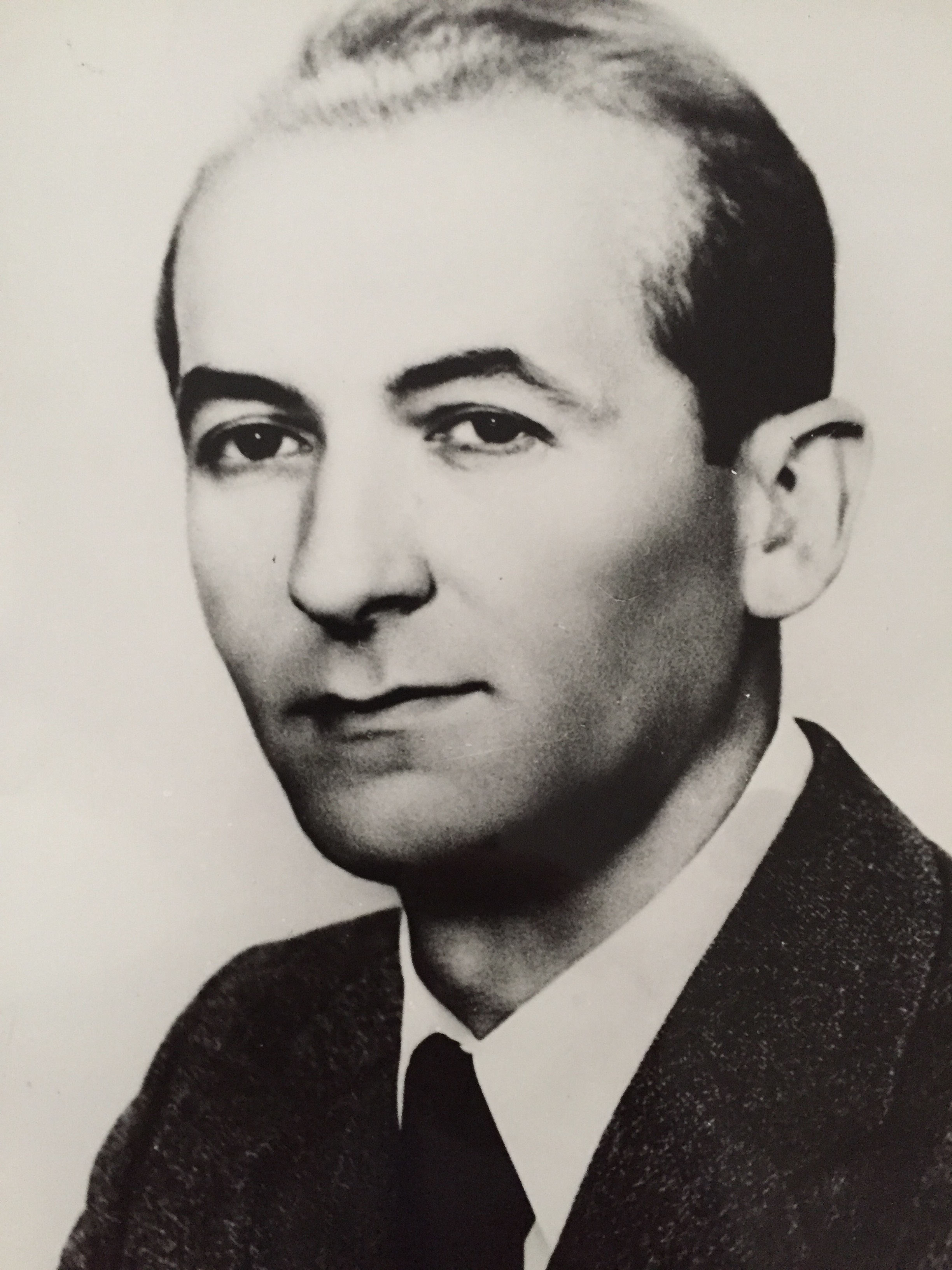
Todor Boschinow

Todor Iliew Boschinow (bulgarisch Тодор Илиев Божинов; * 21. Februar 1931 in Wyrschez; † 15. Februar 1992 in Sofia) war ein bulgarischer Politiker.

## Leben
Boschinow absolvierte ein Studium an der Hochschule für Geologie und Bergbau. Von 1968 bis 1971 war er Sekretär des Bezirkskomitees der Bulgarischen Kommunistischen Partei in Sofia. 1973 wurde er Sekretär des Rates für Leitung sozialer Beziehungen beim bulgarischen Staatsrat. 1977 und 1978 war er erster stellvertretender Vorsitzender der staatlichen Plankommission Bulgariens. 1977 wurde er Mitglied des Zentralkomitees der Bulgarischen Kommunistischen Partei und 1978 Sekretär des Zentralkomitees. Ab 1979 war er Mitglied des Politbüros  und stellvertretender Vorsitzender des Ministerrats der Volksrepublik Bulgarien.
Von 1982 bis 1984 war er Minister für Metallurgie und Mineralressourcen, 1984 bis 1985 Minister für Energierohstoffressourcen und 1985 bis 1986 Minister für Versorgung. 1986 verlor er seine Funktionen im Ministerrat.
Boschinow war Träger des Orden Georgi Dimitrow.